# شخب (یمن)
 شخب  به عربی ( الشخب ) روستای بزرگی از توابع استان مَحویت در کشور یمن و در شبه جزیره عربستان واقع می‌باشد. 

## جمعیت
جمعیت این دهستان در حدود ۲۱۸۷ نفر می‌باشد. ساکنان این دهستان از اهل سنت از شاخه شافعی، و از اهل شیعه  زیدی  هستند. 